# NGC 5667
NGC 5667 је спирална галаксија у сазвежђу Змај која се налази на NGC листи објеката дубоког неба.
Деклинација објекта је + 59° 28' 13" а ректасцензија 14h 30m 22,7s. Привидна величина (магнитуда) објекта NGC 5667 износи 12,5 а фотографска магнитуда 13,2. NGC 5667 је још познат и под ознакама UGC 9344, MCG 10-21-4, CGCG 296-8, IRAS 14289+5941, PGC 51830.